# 순천 여고생 살해 사건
순천 여고생 살해 사건은 2024년 9월 26일 대한민국 전라남도 순천시 조례동에서 피의자 박대성이 17세 여성을 살해한 사건이다.